# 島棲副緋鯉
島棲副緋鯉為輻鰭魚綱鱸形目鱸亞目鬚鯛科的其中一種，分布於中東太平洋區的夏威夷群島、法屬波里尼西亞、皮特凱恩群島等海域，棲息深度30-75公尺，體長可達30公分，生活在珊瑚礁，屬肉食性，以甲殼類、章魚、片腳類、魚類等為食，可做為食用魚及觀賞魚。